# 李奎鲁
李奎鲁（1988年8月20日—），一译李圭鲁，出生于韩国全罗南道光阳市，足球运动员，现效力于K联赛球队全北现代，他是韩国国家队的成员。

## 俱乐部生涯
2007年，李奎鲁在K联赛球队全南天龙开始职业足球生涯。

## 国家队生涯
2010年1月9日，李奎鲁在和赞比亚的比赛中第一次代表国家队出场。